# Pyrgotomyia ciliata
Pyrgotomyia ciliata är en tvåvingeart som beskrevs av Friedrich Georg Hendel 1934. Pyrgotomyia ciliata ingår i släktet Pyrgotomyia och familjen Pyrgotidae.
Artens utbredningsområde är Kenya. Inga underarter finns listade i Catalogue of Life.